# Чемпіонат України з гандболу серед чоловіків 2019—2020
Чемпіонат України з гандболу серед чоловіків 2018/2019 — двадцять восьмий чемпіонат України.

## Учасники та терміни проведення
У чемпіонаті брало участь 8 команд. Розпочався чемпіонат 7 вересня 2019 року. Матч за Суперкубок України відбувся 31 серпня між запорізькими командами «ЗТР» та «Мотор».
В зв'язку з загрозою епідемії коронавірусної хвороби в Україні з 12 березня 2020 року проведення матчів чемпіонату України було призупинено. 3 червня 2020 року Федерацією гандболу України в зв'язку з неможливістю відновлення проведення виїздних матчів було вирішено завершити чемпіонат України, а призерів визначити за результатами матчів зіграних до введення карантинних обмежень.
Призерами чемпіонату стали:
- «Мотор» (Запоріжжя) — 16 перемог у 16-ти матчах;
- «Донбас» (Маріуполь) — 12 перемог у 16-ти матчах;
- «ЗТР» (Запоріжжя) — 12 перемог у 16-ти матчах.

Гандбольний клуб «Донбас» в турнірній таблиці випередив «ЗТР» завдяки перевазі в особистих зустрічах.

## Регламент
Згідно з регламентом і календарем, чемпіонат поділяється на два етапи. Перший етап складається з 18 турів, в кожному турі - по одному матчу. Після завершення першого етапу, команди згідно місць у турнірній таблиці розділяються на дві групи: 1—5 команда та 6—9 команда для проведення ще 10 та 6 турів відповідно, що складатимуться з двох ігор кожен. Всі очки набрані командами на першому етапі зберігаються.
Місця для команд визначаються за найбільшою сумою очок, які вони отримали протягом чемпіонату: за перемогу команді нараховується два очки, за нічию – одне, за поразку – нуль. При рівності очок у двох і більше команд, місця розподіляються за таким принципом:
- за більшою кількістю набраних очок в іграх між ними;
- за кращою різницею м'ячів в іграх між ними;
- за кращою різницею закинутих та пропущених м'ячів у всіх іграх чемпіонату;
- за більшою кількістю перемог у всіх іграх чемпіонату;
- за більшою кількістю закинутих м'ячів у всіх іграх чемпіонату;
- за жеребкуванням.

## Турнірна таблиця

### Суперліга
| № | Команда                    | І  | В  | Н | П  | М       | О  |
| - | -------------------------- | -- | -- | - | -- | ------- | -- |
|   | «Мотор» Запоріжжя          | 16 | 16 | 0 | 0  | 602:411 | 32 |
|   | «Донбас» Маріуполь         | 16 | 12 | 0 | 4  | 566:500 | 24 |
|   | «ЗТР» Запоріжжя            | 16 | 12 | 0 | 4  | 583:357 | 24 |
| 4 | «Одеса» Одеса              | 16 | 8  | 0 | 8  | 448:479 | 16 |
| 5 | «Портовик» Южне            | 16 | 4  | 1 | 11 | 435:512 | 9  |
| 6 | «СКА-Львів» Львів          | 15 | 4  | 0 | 11 | 385:533 | 8  |
| 7 | «ЦСКА-Київ»Київ            | 15 | 2  | 0 | 13 | 355:487 | 4  |
| 8 | «ЗТР-Буревісник» Запоріжжя | 16 | 4  | 1 | 11 | 378:453 | 0  |